# Масове вбивство у Вешкаймі
Масове вбивство у Вешкаймі сталося вдень 26 квітня 2022 року у робочому селищі Вешкайм Ульяновської області Росії. Стрільбі в дитячому садку «Горобинка» передувало вбивство 68-річного місцевого жителя, власника мисливської рушниці. В результаті стрілянини загинули 4 людини, один отримав поранення, нападник наклав на себе руки.

## Хід подій
Вранці 26 квітня 26-річний місцевий житель Руслан Ахтямов зустрівся з 68-річним Олександром Дроніним на підставі спільної поїздки на полювання. Через деякий час Ахтямов відібрав мисливську рушницю ІЖ-27 у пенсіонера і розправився з ним. О 13:05 нападник підійшов до дитячого садка «Горобинка» зі рушницею в руках і вистрілив у помічницю вихователя, яка прибирала на ганку. Після цього він увійшов до будівлі, де його спробувала зупинити вихователька, вона стала його першою жертвою. Розправившись із нею, стрілець зайшов у спальню та вбив двох вихованців. Потім стрілець сів на одне з ліжок і наклав на себе руки  .

## Особа підозрюваного
У скоєнні злочину підозрюється 26-річний Руслан Ахтямов, який сам був вихованцем цього дитсадка. Він страждав на психічний розлад і стояв на обліку в психдиспансері. ЗМІ повідомляють, що підозрюваний після закінчення 8-го класу пішов навчатися в Карсунський політехнічний технікум на бухгалтера, проте закінчити його не зміг через серйозні проблеми зі здоров'ям. Йому було поставлено діагноз «психічний розлад, зумовлений ушкодженням або дисфункцією головного мозку». За 2021 рік убивця відвідував психіатричну лікарню тричі: у липні, серпні та вересні.

## Загиблі та поранені
Внаслідок нападу загинули 5 людей:
1. Олександр Дронін (68 років) — пенсіонер;
2. Ольга Митрофанова (35 років)  — вихователька дитсадка «Горобинка»;
3. Катерина Соснова (6 років)  — вихованка дитсадка;
4. Володимир Крилов (5 років)  — вихованець дитсадка;
5. Руслан Ахтямов (26 років) — підозрюваний у скоєнні нападу; самогубство.

Поранення отримала одна людина: Олена Карпова (52 роки), помічниця вихователя.

## Наслідки
Губернатор Ульяновської області Олексій Руських повідомив, що сім'ям загиблих буде надано медичну, психологічну та соціальну допомогу.

## Реакція
Омбудсмен Тетяна Москалькова закликала Росгвардію чергувати в школах та дитсадках. Співчуття у зв'язку з трагедією висловили глава регіону Олексій Руських, митрополит Лонгін, глави Ставропільського краю, Хакасії, Ямало-Ненецького автономного округу та ряду інших регіонів.